# سیما مافیها
سیما مافیها (زادهٔ ۱۳۲۸ تهران) خواننده موسیقی سنتی اهل ایران است. وی یکی از نخستین خوانندگان ترانه معروف امشب شب مهتابه اثر علی‌اکبر شیدا بود.

## زندگی هنری

جلد تنها نوار منتشر شده از سیما مافیها

سیما مافیها در سال ۱۳۲۸ در تهران به دنیا آمد. وی از شاگردان مرتضی حنانه بوده و همکاری با رادیو را از سال ۱۳۴۶ آغاز کرده‌است. او در ابتدا نام مستعار مرجان را برای خود انتخاب کرد اما بعدها در اوایل دههٔ پنجاه، هنگامی که یک مرجان دیگر وارد عرصهٔ موسیقی ایران شد، وی با نام واقعی خود به خوانندگی ادامه داد.
وی از سال ۱۳۴۷ و با آغاز به کارِ تلویزیون، همکاری با این رسانه را آغاز کرد و از نخستین خوانندگانی بود که در تلویزیون به اجرای برنامه پرداخت. سیما مافیها تا سال ۱۳۵۳ بیش از ۲۵ ترانه اجرا کرد. در فاصلهٔ سال‌های ۵۳ تا ۵۶ از فعالیت‌های هنری کناره گرفت ولی در سال ۵۶ با آمدن هوشنگ ابتهاج به رادیو، فعالیت هنری خود را دوباره از سر گرفت. اما بعد از انقلاب به دلایل معلومی کار هنری را رها کرد.
از او تنها یک آلبوم با عنوان «تصنیف‌های شیدا و عارف» با تنظیم اسماعیل واثقی منتشر شده‌است. این آلبوم شامل تصنیف‌های علی‌اکبر شیدا وعارف قزوینی است و به همین نام نیز منتشر شد. سیما مافیها دارای صدایی رسا، روشن، متین و سنگین بود. فعالیت هنری او با وجود آن که سرمایه‌گذار برای کارهایش وجود داشت، به همان یک نوار کاست محدود شد و ادامه نیافت.